# NGC 2881-2
NGC 2881-2 (другие обозначения — MCG -2-24-21, VV 293, ARP 275, IRAS09234-1146) — галактика в созвездии Гидра.
Этот объект не входит в число перечисленных в оригинальной редакции «Нового общего каталога» и был добавлен позднее.